# Canoë-kayak aux Jeux olympiques d'été de 2012 - K1 1000 mètres hommes
Navigation
Pékin 2008 Rio de Janeiro 2016
L'épreuve masculine du K1 1 000 mètres des Jeux olympiques d'été 2012 de Londres se déroule au Dorney Lake, du 6 au 8 août 2012.

## Format de la compétition
« La compétition débute avec trois éliminatoires. Les cinq meilleurs bateaux de chaque éliminatoire ainsi que le sixième plus rapide sont qualifiés pour deux demi-finales et les autres sont éliminés. Les quatre meilleurs bateaux de chaque demi-finale se qualifient pour la finale A et les autres pour la finale B. »

## Programme
Tous les temps correspondent à l'UTC+1
| Date                 | Horaire         | Manche              |
| -------------------- | --------------- | ------------------- |
| Mardi6 août 2012     | 09 h 30 10 h 58 | Séries Demi-finales |
| Mercredi 8 août 2012 | 09 h 30         | Finale              |

## Résultats

### Séries
Les cinq premiers et le meilleur sixième se qualifient pour les demi-finales.

#### Série 1
| Rang | Athlète              | Pays            | Temps          | Notes |
| ---- | -------------------- | --------------- | -------------- | ----- |
| 1    | Adam van Koeverden   | Canada          | 3 min 28 s 697 | Q     |
| 2    | Marko Tomićević      | Serbie          | 3 min 30 s 693 | Q     |
| 3    | Miroslav Kirchev     | Bulgarie        | 3 min 30 s 768 | Q     |
| 4    | Jorge García (canoë) | Cuba            | 3 min 30 s 852 | Q     |
| 5    | Tim Brabants         | Grande-Bretagne | 3 min 31 s 869 | Q     |
| 6    | Pavel Nikolaev       | Russie          | 3 min 35 s 466 |       |
| 7    | Maximilian Benassi   | Italie          | 3 min 35 s 543 |       |
| 8    | Joshua Utanga        | Îles Cook       | 4 min 32 s 064 |       |

#### Série 2
| Rang | Athlète             | Pays             | Temps          | Notes |
| ---- | ------------------- | ---------------- | -------------- | ----- |
| 1    | Anders Gustafsson   | Suède            | 3 min 34 s 419 | Q     |
| 2    | Ben Fouhy           | Nouvelle-Zélande | 3 min 35 s 610 | Q     |
| 3    | Aleh Yurenia        | Biélorussie      | 3 min 36 s 012 | Q     |
| 4    | Zhou Yubo           | Chine            | 3 min 36 s 994 | Q     |
| 5    | Francisco Cubelos   | Espagne          | 3 min 37 s 791 | Q     |
| 6    | Ahmad Reza Talebian | Iran             | 3 min 39 s 504 |       |
| 7    | Mostafa Mansour     | Égypte           | 4 min 09 s 651 |       |

#### Série 3
| Rang | Athlète             | Pays      | Temps          | Notes |
| ---- | ------------------- | --------- | -------------- | ----- |
| 1    | René Holten Poulsen | Danemark  | 3 min 30 s 284 | Q     |
| 2    | Max Hoff            | Allemagne | 3 min 30 s 709 | Q     |
| 3    | Eirik Verås Larsen  | Norvège   | 3 min 31 s 288 | Q     |
| 4    | Mohamed Mrabet      | Tunisie   | 3 min 32 s 204 | Q     |
| 5    | Cyrille Carré       | France    | 3 min 32 s 705 | Q     |
| 6    | Murray Stewart      | Australie | 3 min 32 s 768 | q     |
| 7    | Marek Krajčovič     | Slovaquie | 3 min 39 s 649 |       |

### Demi-finales
Les quatre premiers bateaux de chaque série se qualifient pour la finale.

#### Demi-finale 1
| Rang | Athlète             | Pays             | Temps          | Notes |
| ---- | ------------------- | ---------------- | -------------- | ----- |
| 1    | Adam van Koeverden  | Canada           | 3 min 28 s 209 | Q     |
| 2    | Eirik Verås Larsen  | Norvège          | 3 min 29 s 547 | Q     |
| 3    | René Holten Poulsen | Danemark         | 3 min 30 s 247 | Q     |
| 4    | Tim Brabants        | Grande-Bretagne  | 3 min 30 s 769 | Q     |
| 5    | Miroslav Kirchev    | Bulgarie         | 3 min 30 s 818 |       |
| 6    | Ben Fouhy           | Nouvelle-Zélande | 3 min 32 s 572 |       |
| 7    | Zhou Yubo           | Chine            | 3 min 36 s 163 |       |
| 8    | Cyrille Carré       | France           | 3 min 38 s 981 |       |

#### Demi-finale 2
| Rang | Athlète              | Pays        | Temps          | Notes |
| ---- | -------------------- | ----------- | -------------- | ----- |
| 1    | Max Hoff             | Allemagne   | 3 min 29 s 294 | Q     |
| 2    | Aleh Yurenia         | Biélorussie | 3 min 29 s 825 | Q     |
| 3    | Anders Gustafsson    | Suède       | 3 min 31 s 149 | Q     |
| 4    | Francisco Cubelos    | Espagne     | 3 min 31 s 833 | Q     |
| 5    | Jorge García (canoë) | Cuba        | 3 min 31 s 937 |       |
| 6    | Murray Stewart       | Australie   | 3 min 32 s 975 |       |
| 7    | Marko Tomićević      | Serbie      | 3 min 43 s 589 |       |
| 8    | Mohamed Mrabet       | Tunisie     | 3 min 44 s 545 |       |

### Finales

#### Finale A
| Rang                                | Athlète             | Pays            | Temps          | Notes |
| ----------------------------------- | ------------------- | --------------- | -------------- | ----- |
| Médaille d'or, Jeux olympiques      | Eirik Verås Larsen  | Norvège         | 3 min 26 s 462 |       |
| Médaille d'argent, Jeux olympiques  | Adam van Koeverden  | Canada          | 3 min 27 s 170 |       |
| Médaille de bronze, Jeux olympiques | Max Hoff            | Allemagne       | 3 min 27 s 759 |       |
| 4                                   | René Holten Poulsen | Danemark        | 3 min 29 s 483 |       |
| 5                                   | Anders Gustafsson   | Suède           | 3 min 29 s 919 |       |
| 6                                   | Aleh Yurenia        | Biélorussie     | 3 min 32 s 396 |       |
| 7                                   | Francisco Cubelos   | Espagne         | 3 min 32 s 521 |       |
| 8                                   | Tim Brabants        | Grande-Bretagne | 3 min 34 s 833 |       |

#### Finale B
| Rang | Athlète              | Pays             | Temps          | Notes |
| ---- | -------------------- | ---------------- | -------------- | ----- |
| 9    | Jorge García (canoë) | Cuba             | 3 min 29 s 938 |       |
| 10   | Marko Tomićević      | Serbie           | 3 min 30 s 754 |       |
| 11   | Miroslav Kirchev     | Bulgarie         | 3 min 33 s 051 |       |
| 12   | Cyrille Carré        | France           | 3 min 33 s 513 |       |
| 13   | Mohamed Mrabet       | Tunisie          | 3 min 33 s 515 |       |
| 14   | Ben Fouhy            | Nouvelle-Zélande | 3 min 34 s 710 |       |
| 15   | Zhou Yubo            | Chine            | 3 min 36 s 110 |       |
| 16   | Murray Stewart       | Australie        | 3 min 40 s 834 |       |

## Sources
- Le site officiel du Comité international olympique
- Site officiel de Londres 2012